# Parsonsia paulforsteri
Parsonsia paulforsteri är en oleanderväxtart som beskrevs av J.B. Williams. Parsonsia paulforsteri ingår i släktet Parsonsia och familjen oleanderväxter. Inga underarter finns listade i Catalogue of Life.